# Deinhugia nigra
Deinhugia nigra là một loài bướm đêm trong họ Noctuidae.